# Jürgen Moltmann
Jürgen Moltmann (Hamburgo, 8 de abril de 1926 - Tubinga, 3 de junio de 2024) fue un teólogo protestante alemán. 

## Biografía

### Inicios
Nació en una familia que él califica de “secular” (su padre era gran maestro masón). Quiso comenzar sus estudios universitarios en matemática y física, pero le sorprendió el comienzo de la Segunda Guerra Mundial y se alistó en las Fuerzas Aéreas Auxiliares, de donde fue obligado a alistarse en el ejército de tierra en 1944. En 1945 se rindió al primer soldado inglés que vio en un bosque, sin haber disparado ni una sola bala.
Durante los siguientes años (1945-48) fue uno de los muchos jóvenes prisioneros de guerra alemanes en un campo de Bélgica. Allí, junto a un grupo de prisioneros, declaró haber perdido toda su esperanza en la cultura germana a consecuencia de Auschwitz, Buchenwald y el resto de campos nazis de exterminio. Moltann se dedicó a distribuir clandestinamente fotos de estos campos para concienciar a sus compañeros.

### Carrera
Todavía en el campo, un capellán estadounidense le regaló una pequeña copia del Nuevo Testamento y del libro de los Salmos. Se unió a un grupo de cristianos, sintiéndose cada vez más identificado con la fe cristiana. Él mismo proclamará años más tarde: “Yo no encontré a Cristo, fue Él el que me encontró a mí”.
Trasladado a Escocia, trabajó con otros compatriotas en la reconstrucción de áreas dañadas por los bombardeos. La hospitalidad de los residentes hacia los prisioneros le dejó una honda impresión. En otro campo, cerca de Nottingham, se encontró con muchos estudiantes de teología. Allí leyó su primer libro de teología: La naturaleza y destino del hombre, de Reinhold Niebuhr, que le marcó decisivamente.
A la vuelta a Hamburgo, se encontró su ciudad en ruinas, como el resto del país. Inmediatamente, Moltmann reclamó el deber de la teología de llegar a los “supervivientes de nuestra generación”, siguiendo el ejemplo de la "Iglesia Confesante", creando nuevas estructuras, pero quedó defraudado, como muchos otros, al contemplar que se intentaba olvidar completamente el periodo nazi y se repetían las estructuras según los modelos de antes de la guerra.
Tras formar parte del primer movimiento de estudiantes cristianos de Alemania, estudió en Gotinga, donde la mayoría de los profesores, seguidores de Karl Barth, habían formado parte de la Iglesia Confesante. Entre sus primeras influencias se encuentran Ernst Bloch y su principio esperanza, los hermanos Blumhardt y Studdert Kennedy.
Moltmann ha sido profesor de teología sistemática en Bonn (1963) y en Tubinga (1967). Es uno de los maestros de la dogmática contemporánea: el primer Moltmann ha sido frecuentemente comparado con la teología de la liberación, mientras que a lo largo de los años se ha ido acercando a una teología menos radical y exigente.
Pronunció las Conferencias Gifford en la Universidad de Edimburgo en 1984-1985. Moltmann ganó el Premio Grawemeyer de Religión (2000) por su libro The Coming of God: Christian Eschatology (La Venida de Dios: Escatología cristiana). 

### Vida Personal
En 1952 se casó con Elisabeth Moltmann-Wendel, también destacada teóloga y pionera de la teología feminista y ecológica contemporánea, con quien tuvo cuatro hijas. El 4 de junio de 2024 se informa por las redes sociales la noticia de su fallecimiento.  Una de uss últimas obras fue Resurrected to Eternal Life: On Dying and Rising, publicada en 2021 fue una intensa reflexión personal tras la muerte de su esposa en 2016. En ella, su visión de la vida eterna es incipiente en cada momento, cada nuevo comienzo es un anticipo de la Nueva Creación de Dios.

## Producción Bibliográfica
- Teología de la esperanza (1966).
- El hombre. Antropología cristiana en los conflictos del presente (1971).
- El dios crucificado (1972).
- La iglesia, fuerza del Espíritu (1975).
- El experimento esperanza (1976).
- Trinidad y reino de Dios (1980).
- Un nuevo estilo de vida (1981).
- ¿Qué es la teología hoy? (1988).
- El camino de Jesucristo (1989).
- Cristo para nosotros hoy (1997).
- En el fin el principio (2004).
- Ética de la esperanza (2011).
- Jürgen Moltmann/Eckart Löhr: Esperanza Para Un Mundo Inacabado. Conversación con Eckart Löhr (2017). Editorial Trotta. ISBN:978-84-9879-723-7